# Marlena Wesh
Marlena Hilari Wesh (sinh ngày 16 tháng 2 năm 1991) là một vận động viên chạy nước rút người Mỹ gốc Haiti đang thi đấu tại Thế vận hội mùa hè 2012 cho Haiti trong các cự ly chạy nước rút 200 mét và 400 mét nữ.

## Tiểu sử
Cô sinh ra và lớn lên ở Virginia, nhưng đủ điều kiện để thi đấu cho Haiti vì cả cha mẹ cô đều sinh ra và lớn lên ở đó. Cô chưa bao giờ đến Haiti mặc dù cô là một công dân Haiti. Bốn trong số năm vận động viên đại diện cho Haiti tại Thế vận hội 2012 không đến từ Haiti. Wesh nói: "Tôi vẫn cảm thấy mình là người Haiti ngay cả khi tôi không được sinh ra ở đó".
Sau khi tốt nghiệp trường trung học Landstown ở Virginia Beach, Virginia năm 2009, cô đăng ký học tại Oklahoma, nơi cô được nhận học bổng toàn phần, nhưng sau đó cô chuyển và cô đăng ký vào Đại học Clemson ở Nam Carolina và tốt nghiệp vào năm 2013. Cô học chuyên ngành tâm lý học. Cô đã giành chiến thắng trong cuộc đua nước rút 400 mét cho trường Clemson vào tháng 4 năm 2012 tại giải vô địch ngoài trời Hội nghị Bờ biển Đại Tây Dương (ACC) với thời gian 51,43 giây, là một kỷ lục mới và giúp cô dành chức vô địch ACC 400 mét lần thứ tư liên tiếp của cô. Đó là một kỷ lục đại học hiện tại của Mỹ và nhanh thứ 17 trên thế giới. Điều này khiến cô đủ điều kiện để tham gia Thế vận hội cho cả Haiti và Mỹ. Cô là người duy nhất trong số năm người con tự coi mình là người Mỹ gốc Haiti. Vận động viên vượt rào Olympic Haiti Nadine Faustin-Parker khuyến khích cô tham gia thi đấu cho Haiti. Cô đã giành được danh hiệu All-America vào tháng 3 năm 2012 trong chức vô địch giải hạng I tại Đại học Boise State ở Idaho. Đầu tháng 7 năm 2012, ngay trước Thế vận hội Luân Đôn, Wesh đã thi đấu hết sức mình ở cự ly 400 mét với thời gian 51,23, chỉ 0,03 giây sau người về nhất. Vào thứ Sáu, ngày 3 tháng 8, cô đã đạt được mục tiêu của mình là lọt vào bán kết 400 mét tại Thế vận hội London 2012, đã đứng thứ ba ở vòng loại. Vào thứ bảy, ngày 4 tháng 8, cô đã thất bại trong trận chung kết, xếp thứ 8 tại vòng loại và đứng thứ 19 chung cuộc, với thời gian 52:49.
Anh trai của Wesh Darrell cũng có thể đã thi đấu cho đội tuyển Haiti trong Thế vận hội 2012 nhưng đã chọn thi đấu cho đội Mỹ. Anh tốt nghiệp từ Virginia Tech. Cuối cùng, anh cũng bắt đầu thi đấu cho Haiti. Anh đã tham dự Thế vận hội 2016 cho Haiti.

## Thành tích cá nhân
| Sự kiện        | Kết quả                    | Địa điểm                                  | Ngày                     |
| Ngoài trời     | Ngoài trời                 | Ngoài trời                                | Ngoài trời               |
| -------------- | -------------------------- | ----------------------------------------- | ------------------------ |
| 100 m          | 11,70 giây (gió: + 0,7 Cô) | liên_kết=\|viền Coral Gables, Florida     | Ngày 19 tháng 3 năm 2011 |
| 200 m          | 23,06 giây (gió: -0,3 Cô)  | liên_kết=\|viền Khu phố cổ, bang Virginia | 21 tháng 4 năm 2012      |
| 400 m          | 51,23 s A                  | liên_kết=\|viền Irapuato                  | Ngày 7 tháng 7 năm 2012  |
| Vượt rào 400 m | 57,49 giây                 | liên_kết=\|viền Austin, Texas             | Ngày 7 tháng 4 năm 2011  |

## Thành tích
| Năm                | Giải đấu                                     | Địa điểm               | Thứ hạng           | Nội dung           | Chú thích                |
| Representing Haiti | Representing Haiti                           | Representing Haiti     | Representing Haiti | Representing Haiti | Representing Haiti       |
| ------------------ | -------------------------------------------- | ---------------------- | ------------------ | ------------------ | ------------------------ |
| 2011               | Central American and Caribbean Championships | Mayagüez, Puerto Rico  | 13th (h)           | 200 m              | 24.08 (wind: -0.1 m/s)   |
| 2011               | Central American and Caribbean Championships | Mayagüez, Puerto Rico  | 8th                | 400 m              | 54.49                    |
| 2012               | NACAC Under-23 Championships                 | Irapuato, México       | 2nd                | 400 m              | 51.23 A                  |
| 2012               | Olympic Games                                | London, United Kingdom | 8th (sf)           | 400 m              | 52.49                    |
| 2014               | Central American and Caribbean Games         | Xalapa, México         | 8th (h)            | 100m               | 12.80 A (wind: -0.4 m/s) |